# Glucokinase
 (juillet 2024).
La mise en forme du texte ne suit pas les recommandations de Wikipédia : il faut le « wikifier ».
Les points d'amélioration suivants sont les cas les plus fréquents. Le détail des points à revoir est peut-être précisé sur la page de discussion.
- Les titres sont pré-formatés par le logiciel. Ils ne sont ni en capitales, ni en gras.
- Le texte ne doit pas être écrit en capitales (les noms de famille non plus), ni en gras, ni en italique, ni en « petit »…
- Le gras n'est utilisé que pour surligner le titre de l'article dans l'introduction, une seule fois.
- L'italique est rarement utilisé : mots en langue étrangère, titres d'œuvres, noms de bateaux, etc.
- Les citations ne sont pas en italique mais en corps de texte normal. Elles sont entourées par des guillemets français : « et ».
- Les listes à puces sont à éviter, des paragraphes rédigés étant largement préférés. Les tableaux sont à réserver à la présentation de données structurées (résultats, etc.).
- Les appels de note de bas de page (petits chiffres en exposant, introduits par l'outil «  Source ») sont à placer entre la fin de phrase et le point final[comme ça].
- Les liens internes (vers d'autres articles de Wikipédia) sont à choisir avec parcimonie. Créez des liens vers des articles approfondissant le sujet. Les termes génériques sans rapport avec le sujet sont à éviter, ainsi que les répétitions de liens vers un même terme.
- Les liens externes sont à placer uniquement dans une section « Liens externes », à la fin de l'article. Ces liens sont à choisir avec parcimonie suivant les règles définies. Si un lien sert de source à l'article, son insertion dans le texte est à faire par les notes de bas de page.
- La présentation des références doit suivre les conventions bibliographiques. Il est recommandé d'utiliser les modèles {{Ouvrage}}, {{Chapitre}}, {{Article}}, {{Lien web}} et/ou {{Bibliographie}}. Le mode d'édition visuel peut mettre en forme automatiquement les références.
- Insérer une infobox (cadre d'informations à droite) n'est pas obligatoire pour parachever la mise en page.

Pour une aide détaillée, merci de consulter Aide:Wikification.
Si vous pensez que ces points ont été résolus, vous pouvez retirer ce bandeau et améliorer la mise en forme d'un autre article.
La glucokinase est une phosphotransférase qui catalyse la réaction :
|         | + ATP → ADP + H+ + |                     |
| Glucose |                    | Glucose-6-phosphate |

La glucokinase bactérienne est spécifique au glucose (EC 2.7.1.2), de même que celle des vertébrés, qui est une isoforme d'hexokinase (EC 2.7.1.1), appelée de ce fait hexokinase D ou hexokinase type IV. La glucokinase des mammifères est exprimée au niveau du foie et des cellules β des îlots de langerhans dans le pancréas.
Cette enzyme est caractérisée par :
- une faible affinité pour le glucose qui se traduit par une constante de semi-saturation beaucoup plus élevée (10 mM) que celles observées chez les trois autres isoenzymes ;
- une faible coopérativité positive avec le glucose (constante de Hill de 1,5), qu’on ne peut pas expliquer par les mécanismes classiques de coopérativité parce qu’il s’agit d’une enzyme monomérique avec un seul site de liaison au glucose. Dans la mesure où elle ne suit pas l’équation de Michaelis-Menten, on ne peut parler d’une constante de Michaelis ;
- l’absence totale d’inhibition par le glucose-6-phosphate, son produit, aux concentrations physiologiques, ce qui est une grande différence avec les autres trois isoenzymes (hexokinases A, B et C).

La « glucokinase » répond bien au besoin du foie qui doit faire face aux afflux importants de glucose en période post-prandiale afin de le stocker sous forme de glycogène.